# Soedesco
Soedesco (gestileerd als SOEDESCO) is een Nederlands uitgever van computerspellen die werd opgericht in 2002 door Soedesh Chauthi.

## Geschiedenis
Het bedrijf richtte zich aanvankelijk op accessoires en spelbundels, maar breidde in 2014 uit als uitgever van computerspellen voor de Europese en Noord-Amerikaanse markt. De meeste spellen die door Soedesco worden gepubliceerd zijn afkomstig van onafhankelijke Europese computerspelontwikkelaars.
In april 2015 werd bekend dat Soedesco het intellectuele eigendom van Adam's Venture overnam van ontwikkelaar Vertigo Games voor een bedrag van €600.000.
In 2017 ging het een samenwerking aan met 1C Company voor het uitbrengen van fysieke speltitels.
Het bedrijf heeft ook enkele Nederlandse titels uitgebracht; Tricky Towers, Reus, Wuppo en Adam's Venture.
De door Soedesco gepubliceerde spellen zijn in digitale en fysieke vorm uitgebracht.

## Gepubliceerde spellen
| Jaar | Titel                           | Ontwikkelaar           | Platform                                            |
| ---- | ------------------------------- | ---------------------- | --------------------------------------------------- |
| 2014 | Jagged Alliance: Flashback      | Full Control           | Windows                                             |
| 2014 | Teslagrad                       | Rain Games             | Windows, Switch, PS3, PS4, Wii U, PS Vita, Xbox One |
| 2015 | Awesomenauts Assemble!          | Ronimo Games           | PlayStation 4                                       |
| 2015 | Giana Sisters: Twisted Dreams   | Black Forest Games     | Windows, PlayStation 4                              |
| 2015 | Wild Season                     | Quickfire Games        | Windows, OS X, Linux                                |
| 2015 | The Last Tinker: City of Colors | Mimimi Productions     | Windows, PlayStation 4                              |
| 2015 | NANOS                           | Excamedia              | Windows                                             |
| 2015 | Enki                            | Storm in a Teacup      | Windows                                             |
| 2015 | Adam's Venture Chronicles       | Vertigo Games          | Windows, PlayStation 3                              |
| 2015 | Tower of Guns                   | Terrible Posture Games | Windows, PlayStation 3, PlayStation 4, Xbox One     |
| 2015 | Ether One                       | White Paper Games      | Windows, PlayStation 4                              |
| 2016 | Ziggurat                        | Milkstone Studios      | Windows, PlayStation 4, Xbox One, Wii U             |
| 2016 | Toki Tori 2+                    | Two Tribes             | Windows, Wii U PlayStation 4, Nintendo Switch       |
| 2016 | Rogue Stormers                  | Black Forest Games     | Windows, PlayStation 4, Xbox One                    |
| 2016 | Among the Sleep                 | Krillbite Studio       | Windows, PlayStation 4                              |
| 2016 | Wuppo                           | Knuist & Perzik        | Windows                                             |
| 2016 | Reus                            | Abbey Games            | PlayStation 4, Xbox One                             |
| 2016 | Owlboy                          | D-Pad Studio           | Windows, PlayStation 4, Xbox One, Nintendo Switch   |
| 2017 | Earthlock: Festival of Magic    | Snowcastle Games       | Windows, PlayStation 4, Xbox One, Nintendo Switch   |
| 2017 | The Girl and the Robot          | Flying Carpets Games   | PlayStation 4, Nintendo Switch, Wii U               |
| 2017 | Tricky Towers                   | WeirdBeard             | Windows, PlayStation 4                              |
| 2019 | Truck Driver                    | Triangle Studios       | Windows, PlayStation 4, Xbox One                    |
| 2020 | Monstrum                        | Team Junkfish          | Switch, PlayStation 4, Xbox One                     |
| 2020 | Dog Duty                        | Zanardi and Lisa       | Windows, Switch, PlayStation 4, Xbox One            |
| 2021 | Kaze and the Wild Masks         | PixelHive              | Windows, Switch, PlayStation 4, Xbox One, Stadia    |